# Dragon Quest IX: Centinelas del firmamento
Dragon Quest IX: Centinelas del firmamento (ドラゴンクエストIX 星空の守り人 Dragon Quest IX: Hoshizora no Mamoribito?, lit. Dragon Quest IX: Guardián del cielo estrellado) es un videojuego de rol para Nintendo DS dirigido por Yuji Horii, desarrollado por Level-5 y publicado por Square Enix en Japón y por Nintendo en Norteamérica y Europa. Es la novena parte de la serie de videojuegos Dragon Quest. El juego fue diseñado en torno al modo multijugador y con el objetivo de también ser un éxito en el mercado occidental. El argumento principal del juego trata sobre las aventuras de un ángel que cae a la tierra y se convierte en humano. Para poder recuperar sus poderes celestiales, el protagonista debe explorar todo el mundo en busca de los Yyggos, una fruta mágica nacida de la gratitud de las personas a las que los ángeles de la guarda ayudan.
Dragon Quest IX es el primer juego de la serie principal de Dragon Quest en ser lanzado exclusivamente para una videoconsola portátil y el primero en no tener encuentros aleatorios (excepto al navegar). Asimismo, cuenta con el mayor nivel de dificultad de entre todos los juegos de la serie, incluyendo los secundarios. También es el primer juego de la saga que ofrece personalización del personaje principal y el primero en incluir un modo cooperativo multijugador. 
El juego empezó a desarrollarse en 2005. Akihiro Hino, presidente y director ejecutivo de Level 5, fue el codirector de este título y apoyó que el juego saliese para la Nintendo DS. El creador de la saga, Yuji Horii trabajó como diseñador del juego y de la historia. El arte es de Akira Toriyama, creador del manga Dragon Ball. Koichi Sugiyama, compositor que ya había trabajado con anterioridad en esta franquicia, se encargó de la banda sonora. 
Al principio de su desarrollo, el juego contaba con un sistema de combate en tiempo real, pero tras recibir malas opiniones por parte de los testers, al final se optó por el sistema tradicional de combate por turnos que ya había aparecido en el resto de juegos de la saga. Debido a la introducción del modo multijugador cooperativo, tanto la narrativo como la jugabilidad del juego se crearon en torno al modo multijugador. Parte del diseño del juego se inspira en títulos como The Elder Scrolls IV: Oblivion y Diablo. 
El juego se anunció en 2006 y se planeó su lanzamiento para el 2007. Sin embargo, el juego sufrió un retraso de dos años debido a que había errores que debían ser corregidos antes del lanzamiento final. PlushAlpha y Schloc se encargaron de la localización del juego a otros idiomas. 
Las ventas de Dragon Quest IX batieron récords de ventas en Japón, influyendo sustancialmente en los beneficios de Nintendo. Se vendieron más de cinco millones de copias en todo el mundo. El juego ha sido en general bien recibido por la crítica, recibiendo una nota perfecta (40/40) de la revista Famitsu.

## Sinopsis
En el mundo de Dragon Quest IX existe una raza de ángeles conocida como los Celestiales. Los Celestiales protegen el Protectorado, el mundo en el que viven los humanos y actúan como sus ángeles de la guarda. Al ayudar a los mortales, los Celestiales pueden recoger el agradecimiento cristalizado de los humanos, llamado benesvolesencia y dársela a Yggdrasil, el árbol del mundo. Los Celestiales creen que, si le dan suficiente benesvolescencia a Yggdrasil, conseguirán que broten del Yggos, que llamaran al Expreso celestial que los llevará por fin al reino del Todopoderoso. 
El protagonista es el nuevo ángel de la guardia de Salto del Ángel, un pequeño pueblo humano que antes estaba protegido por su mentor, Engel. El protagonista consigue la última benesvolesencia que Yggdrasil necesitaba y ve como brotan los Yggos del árbol sagrado. Sin embargo, una terrible tormenta de energía oscura se desata en El Observatorio, el hogar de los Celestiales, y tanto el protagonista como los Yggos como el Expreso Celestial caen al Protectorado. 
Al despertar, el protagonista descubre que ha perdido sus alas y su halo y es, por lo tanto, mortal. Sin embargo, aún conserva parte de su esencia de Celestial, pues es capaz de ver a otros Celestiales y hablar con los fantasmas que habitan el Protectorado. Tras explorar las cercanías de Salto del Ángel, descubre los restos del Expreso celestial y al hada Estela, que viajaba en el junto al Maquinista. Estela promete ayudar al protagonista a volver a El Observatorio si demuestra que es de verdad un Celestial. La única manera de demostrarlo es obteniendo benesvolesencia de los mortales. Para ello, el protagonista deberá viajar a las ciudades cercanas y solucionar los problemas que tengan, para así obtener la gratitud de sus habitantes.
Primero deberá ir al Hexágono, una mazmorra abandonada al sureste de Salto del Ángel. Ahí encontrará a Petricia, una posadera que iba de camino a Salto del Ángel y que está atrapada bajo unas rocas. Al tratar de ayudarla, nos enfrentaremos al Hexatauro, el boss final del Hexágono. 
La siguiente parada del protagonista es Pedranía, una ciudad gobernada por el rey Pelente. Esta ciudad está siendo atacada por el Caballero Oscuro, un misterioso caballero de negro que exige que se le entregue a su amor, la princesa Dulcimona. Hace mucho tiempo, existía una feliz pareja formada por el Caballero Blanco y la princesa Dulcimona, pero por desgracia, la bruja Morag también estaba enamorada de él. La bruja, cegada por el amor que sentía hacia el caballero, mató a la princesa Dulcimona, y sumergió al caballero durante dos siglos en un mundo de terror y oscuridad. Desde entonces, el Caballero Oscuro emprendió su búsqueda para encontrar a la Princesa Dulcimona, ya muerta. El protagonista se enfrenta al Caballero Oscuro en el Lago Pedráneo y, tras vencerle, le hace comprender que la princesa Dulcimona no está ya entre ellos y que la está confundiendo con la princesa Aldonza, que es su vivo retrato. El Caballero Oscuro decide ir a su antiguo hogar, el reino de Hado para descubrir que le sucedió. El protagonista debe buscarlo también, usando para ello una antigua canción que todavía se canta en el pueblo de Zere. Una vez en Hado, el protagonista se enfrenta a la bruja Morag, que había hechizado al Caballero Oscuro. Una vez derrotada, el espíritu del Caballero Blanco y la princesa Dulcimona se reúnen por fin. 
Tras recoger la benesvolesencia de Pedranía, el protagonista viaja hasta Catacumba, una ciudad que está asolada por una terrible enfermedad. Ahí conoce al Doctor Lupus y a su esposa, Catarrina, hija de Liriun Tremens alcalde de la ciudad. El protagonista descubre junto al Doctor Lupus el origen de la enfermedad: hace mucho tiempo se en la Cuarantumba se selló en una vasija mágica a Pestilencia, un monstruo capaz de crear enfermedades. Tras derrotar a la Pestilencia, el Doctor Lupus logra sellar la vasija de nuevo y así eliminar la enfermedad de Catacumba. Por desgracia, cuando vuelven descubre que Catarrina estaba enferma en secreto y ha muerto. A pesar de todo, el protagonista consigue obtener la benesvolesencia que necesita para continuar su viaje. 
Una vez obtenidas las benesvolesencias, el protagonista vuelve al Expreso celestial junto a Estela. Ahí recibe una visión de que debe encontrar los Yggos perdidos en el Protectorado. La primera parada de esta nueva misión es la Abadía Vocationis, un lugar en el que se puede cambiar de vocación. Sin embargo, el Abad Andosín ha desaparecido. El protagonista va a la Torre Vocacional en su búsqueda y descubre que, tras encontrar un Yggo y pedir el deseo de tener más poder para ayudar a los demás, el abad se ha convertido en un monstruo llamado Andosiniestro. Una vez derrotado, el protagonista recupera el Yggo perdido y el Abad Andosín vuelve a la Abadía Vocationis. 
Tras esto el protagonista se dirige a Puerto Cachalote, un pueblo pesquero pobre. A pesar de su pobreza, el pueblo está bien alimentado gracias a Jonasa, una muchacha que es capaz de rezar y comunicarse con el Leviatán, un monstruo marino que trae pescado al pueblo. Tras investigar, el protagonista descubre que el Leviatán es en realidad el espíritu de Jonás, el difunto padre de Jonasa que, antes de morir, había pedido el deseo de poder proteger a su hija a un Yggo que encontró pescando. El protagonista derrota al Leviatán en la Cueva Ojcura y consigue el segundo Yggo. 
El tercer Yggo lo tiene un monstruo en la cima del Macizo de Zere, un lugar que se encuentra al este de Las Chungueras. El Yggo es la manifestación del deseo de proteger el macizo de todo mal una vez que su creador hubiera muerto. 
Una vez completada esta parte, el protagonista puede dirigirse a Moraleja del Soto, una próspera ciudad marina. En esta ciudad deberá conseguir un barco, para poder continuar con la búsqueda de los Yggos. Para conseguir el barco, debe conseguir el favor de Marion, la hija malcriada de los alcaldes de Moraleja del Soto. Sin embargo, unos bandidos secuestran a la chica y el protagonista debe ir en su búsqueda. Tras enfrentarse al jefe final de la Malcueva, se descubre que Marion es en realidad Marioneta, una muñeca que es la réplica exacta de Marion. Antes de morir, Marion deseó junto a un Yggo que Marioneta pudiera ser feliz, por lo que la muñeca cobró vida y ocupó su lugar. Al darse cuenta de que no está bien suplantar la identidad de Marion, Marioneta cede su energía vital y le entrega el Yggo al protagonista, así como permiso para usar el barco de su familia, llamado El Orgullo de Moraleja del Soto.
Tras hacerse a la mar, el protagonista puede visitar nuevos lugares antes inaccesibles, como el reino de Sheba. Desde el palacio de Espejmahal, la caprichosa reina Daena gobierna con descuido y desperdicia sin miramientos las escasas reservas de agua de Sheba. Además, solo se preocupa por su aspecto y por Draco, su lagarto mascota. Draco se come un Yggo y su deseo de estar junto a Daena lo transforma en un dragón que secuestra a la reina. El protagonsita se adentra en las alcantarillas de la ciudad, vence a Draco y rescata a la reina. Con esto obtiene un Yggo más. 
En la Estepa Iluugazar el protagonista encuentra Batsureg, un pueblo de yurtas de cazadores gobernado por Batkhaan y su nueva esposa Sarantsatsral. Resulta que el pueblo está siendo atacado por una bestia salvaje y, para decepción de Batkhaan, su hijo Batzorig es demasiado cobarde como para enfrentarse a ella. Sin embargo, el protagonista descubre que Batzorig y la bestia, Monicaco, están compinchados, ya que Batzorig sospecha que hay algo extraño en la nueva mujer de su padre. Batzorig suplica al protagonista para que le ayude a encontrar la hierba Bodura, una hierba mágica que revela la verdadera cara de las personas. Una vez obtenida, Batzorig usa la hierba Bodura en Sarantsatsral, revelando que no es humana, si no el monstruo Larsntastnaras, que había pedido un deseo con un Yggo y que deseaba gobernar sobre Batsureg. Tras derrotarla, el protagonista obtiene un Yggo más y la gratitud de los habitantes de la estepa.
En el norte se encuentra la Academia Paracelso. Al llegar, confunden al protagonista con un detective que ha venido a investigar los recientes casos de desaparición en la academia. Tras investigar, el protagonista descubre que el fantasma del estricto primer director de la Academia Paracelso, Sir Severo Paracelso, había obtenido un Yggo y deseado poder castigar a aquellos alumnos que actuaban de manera gandula o contra el código de excelencia. Tras derrotar al Dire, el protagonista obtiene un Yggo. 
Una vez obtenidos los siete Yggos perdidos, el protagonista vuelve al Expreso celestial para devolverlos a El Observatorio, sin embargo, es atacado por su antiguo maestro, Engel, que ahora trabaja para el Impío Imperio, un malvado imperio que se creía destruido desde hace 300 años quiere hacerse con el poder de los celestiales y los Yggos. Tras una lucha, el protagonista es derrotado y cae del Expreso celestial hasta aterrizar en Draquipoche. 
En Draquipoche descubre que, hace 300 años, el Impío Imperio secuestro a Luzbel, el ángel de la guarda del pueblo. Luzbel pensó que había sido traicionado por Serena, una humana a la que amaba. SIn embargo el protagonista descubre que esto no es verdad al hablar con el fantasma de la propia Serena. Ella le pide que por favor ayude a Luzbel. El protagonista logra reparar el puente que conectaba Draquipoche con Chimbamba y va a esta última ciudad en busca del legendario héroe Dragris, que se había enfrentado hace 300 años al Impío Imperio. 
Al llegar a Chimbamba, descubre que Dragris no es de demasiada ayuda y debe enfrentarse a él para hacerle entrar en razón. Una vez ganado el combate, el Impío Imperio ataca Chimbamba y el protagonista se sube al lomo de Dragris para enfrentarse a Fafnir, el dragón oscuro. Dagris es herido de gravedad y el protagonista es capturado por el Impío Imperio.
Tras su captura, el protagonista es retenido en la prisión de Kerker. Ahí conoce al maquinista del Expreso celestial, Astracán, y juntos urden un plan para escapar de la prisión. El protagonista acaba teniendo que enfrentarse al Teniente Schwein, el jefe de la prisión de Kerker. Una vez derrotado, obtiene un emblema que le permite entrar en el Palacio Impío.
Antes de poder poner pie dentro, se enfrenta al Teniente Eule, un poderoso mago que le bloquea la entrada. Dentro, tras explorar la mazmorra, se enfrenta al Teniente Katze. Una vez ahí, se descubre que Engel era en realidad un agente doble: fingía colaborar con el Impío Imperio para poder rescatar a los Celestiales capturados por ellos, entre ellos Luzbel. Por desgracia, el Rey König acaba con su vida, dejándole la tarea de rescate al protagonista. El protagonista acaba con el Rey König y desciende hasta la Oubliette, la mazmorra subterránea del Palacio Impío. Ahí rescata a los Celestiales capturados y a Luzbel, que había usado el odio acumulado durante 300 años de experimentos y tortura para resucitar a los miembros del Impío Imperio.
Se revela que Luzbel es en realidad el artífice de todas las desgracias que habían acontecido, ya que desea acabar con la humanidad y los Celestiales, cegado por el odio y el resentimiento. El protagonista debe ir hasta el Reino del Todopoderoso, ahora transformado y corrompido por Luzbel y enfrentarse a él y a Fafnir de una vez por todas. Tras derrotar a Luzbel, el espíritu de Serena aparece y le explica que todo fue un malentendido, que ella nunca lo traicionó y que fue todo un engaño. Luzbel se arrepiente de sus pecados y asciende al más allá junto a su amada.
A pesar de haber ganado, el protagonista no recupera sus poderes de ángel y es ahora mortal, por lo que debe vivir el resto de sus días en el Protectorado. En el epílogo, el protagonista puede encontrar un último Yygo y usarlo para recuperar parte de sus habilidades y viajar por todo el mundo a bordo del Expreso Celestial.